# 竹一船団
竹一船団（たけいちせんだん）は、太平洋戦争中に運航された日本軍の護送船団のひとつである。

## 概要
竹一船団は、竹輸送と呼ばれた一連の緊急輸送作戦（竹船団）の最初のもので、第三十五師団と第三十二師団をフィリピンと西部ニューギニアに輸送する任務を負い、1944年（昭和19年）4月下旬に上海を出港した。多数の護衛艦艇が配備されていたにもかかわらず、4月26と5月6日にアメリカ海軍潜水艦の攻撃を受け、4隻の輸送船（4月26日に1隻、5月6日に3隻）が沈没、3,200名以上の日本兵が戦死した。残存船団は目的地を変更し、ハルマヘラ島に人員と物資を揚陸した。
竹一船団の失敗は日本の大本営に多大な衝撃を与え、戦略的に大きな影響を及ぼした。2つの師団が目的地にたどり着けなかったため、大本営は防衛線を950 km 以上も後退させることを決断した。また、いずれの師団も大きな打撃を受けており、後に侵攻してきたアメリカ陸軍部隊と戦ったものの、ほとんど戦局に寄与することができなかった。

## 背景

### 絶対国防圏構想
1943年（昭和18年）9月、日本海軍と日本陸軍は、絶対国防圏と称する防衛線の設定に合意した。絶対国防圏はマリアナ諸島からカロリン諸島を経由して、西部ニューギニアのヘルビング湾（現チェンデラワシ湾）からバンダ海とフローレス海までを最前線と定めた。この時点では防衛線に陸軍部隊はほとんど配備されていなかったため、中国戦線と満州から部隊を輸送して、航空基地の防衛に充てる計画であった。部隊輸送は1944年（昭和19年）3月以降、本格化した。中部太平洋方面（マリアナ諸島やカロリン諸島）への増援作戦は「松輸送」、豪北方面（西部ニューギニアなどオランダ領東インド東部）への増援作戦は「竹輸送」と命名された。これらの呼称は、日本で縁起の良いとされた3種の植物「松竹梅」に由来する。ドイツの封鎖突破船「柳船」が成功を収めたことにもあやかっている。
しかし、船舶不足から増援部隊の輸送は遅れていた。中部太平洋方面の防備が最優先とされたため、特に豪北方面へ配備予定の部隊が後回しになり、1944年（昭和19年）4月になっても中国に残っていた。
中部太平洋方面への松輸送は、当初の予定通り順調に進んだ。
遅れていた豪北方面への竹輸送が加速されたきっかけは、1944年（昭和19年）3月末のホーランジア空襲とパラオ大空襲での被害であった。東条英機参謀総長は、情勢の変転に即応する「一令一動主義」によって兵団の派遣先変更を盛んにおこなった。西部ニューギニアやフィリピン南部への連合軍の急進撃をおそれた大本営は、4月4日、パラオ行きを予定していた第35師団の第二次輸送部隊（2個歩兵連隊基幹）を西部ニューギニアのマノクワリへ（同日附で第三十一軍から第二軍に隷属変更）、ハルマヘラ島行きを予定していた第32師団をフィリピン南部のミンダナオ島へと送ることにした（同日附で第十二軍から第十四軍戦闘序列に編入）。4月9日に大本営は竹船団輸送作戦を発令し、この2個師団を運ぶ竹一船団が上海で編成された。この2個師団は1939年（昭和14年）に編成されたもので、これまで日中戦争で戦歴を積んでいた。「竹一船団」というのは、竹船団の1回目の意味である。なお、第35師団の3個歩兵連隊のうち歩兵第219連隊は、師団司令部とともに第一次輸送部隊とされ、松輸送の東松5号船団に乗って4月初旬に先発、同月下旬に無傷でパラオへと進出している。
さらに、大本営は4月10日頃になって再び計画を変更し、第32師団を当初の予定通りのハルマヘラ島に送ることにした。大本営は、前線への部隊の海上輸送が次第に困難になっていることに頭を痛め、これ以降に予定していた絶対国防圏への増援部隊は、連合軍の侵攻前に間に合わない可能性があると考え始めていた。そこで、第32師団をミンダナオ島よりも緊急性が高い豪北方面の第2軍への増援に充てることに決めたのである。正式な目的地変更は、船団出航後の4月25日に発令された。

### 日本の海上輸送の状況
1944年（昭和19年）初頭まで、連合軍の潜水艦は多数の日本の艦船を沈めていた。連合軍潜水艦の作戦には、「ウルトラ情報」（en）と呼ばれる通信解析や暗号解読などのシギントの貢献が大きかった。日本海軍は護送船団の位置や航路情報を日常的に電波発信していたため、これを傍受した連合国側の海軍指揮官は、攻撃目標の存在を潜水艦に教えることができた。連合軍の潜水艦部隊は、有利な迎撃地点を自由に選ぶことができたのである。

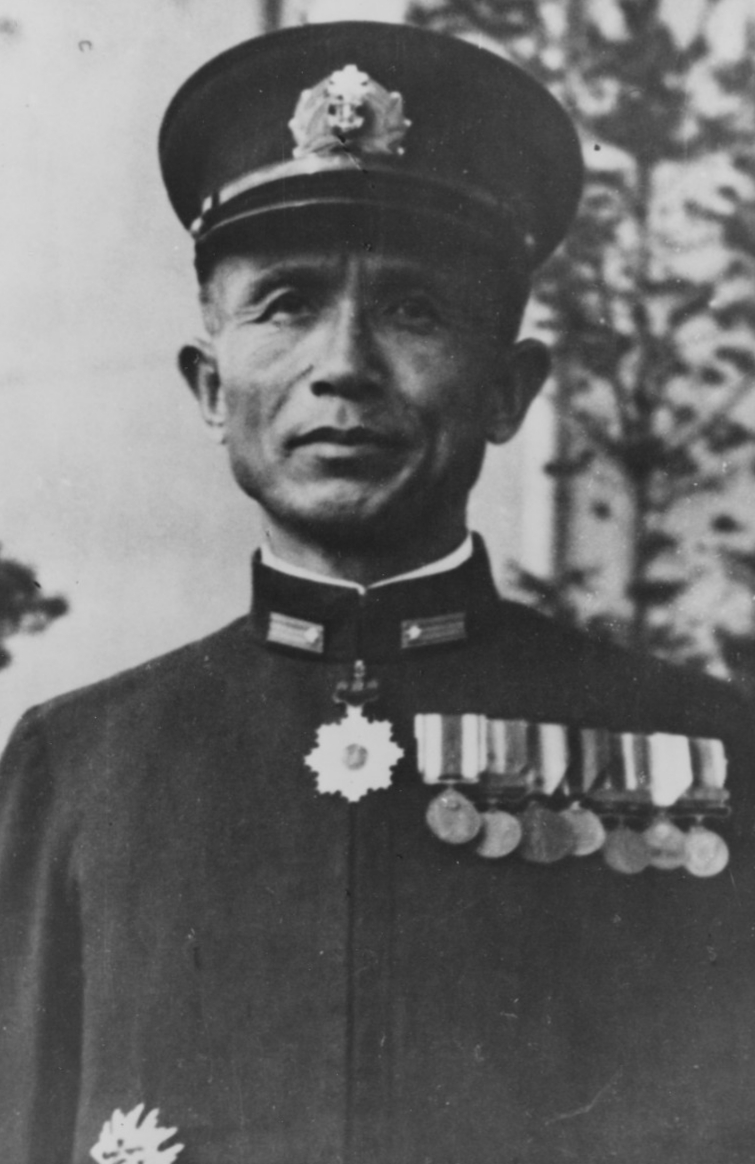
梶岡定道少将（1944年）

日本海軍の対潜水艦戦術の遅れも、日本船の大きな損害の一因であった。戦前から太平洋戦争前半の日本海軍は、潜水艦からの通商保護を重視しておらず、1943年（昭和18年）に至るまでは護送船団の編成もあまり行っていなかった。船団が編成されなかったのは、編成待ちや航行速度調整による稼行率低下を嫌ったためでもあった。1943年（昭和18年）後半になって通商保護を担当する海上護衛総司令部が創設され、護送船団の編成と護衛戦術の研究が本格化した。
1944年（昭和19年）2月の激しい輸送船被害を見て、日本海軍は護送船団の運用方針を変更することにした。2月の潜水艦及び航空機による輸送船被害は、日本の保有商船の1割を超える甚大なものになっていた。その中にはマリアナ諸島やカロリン諸島行きの軍隊輸送船も相当数含まれていた。海上護衛総司令部の採用したのは「大船団方式」で、従来の輸送船5隻程度の護送船団を、10隻から20隻を集めた日本船団としては大規模な編制へと切り替えることになった。大船団方式の利点は、より多くの護衛艦を船団につけることができ、また船団数（航行頻度）を減らすことで被発見率を下げられることにあった。翌3月には日本船の被害は減少し、日本海軍では新方式の効果があったと判断していた。しかし、戦後のアメリカ海軍関係者の説明によると、潜水艦の一部が通商破壊任務から外され、空母機動部隊の支援に回されていたためであった。なお、日本側の海上護衛総司令部でも、通信解析の結果から、作戦中のアメリカ軍潜水艦の配置換えが生じたことも一因であろうとは推定していた。
1944年（昭和19年）4月には、主に松輸送用として特設護衛船団司令部（臨時護衛船団司令部とも）の編成も行われた。この特設護衛船団司令部は、船団指揮官を務める高級海軍士官を用意しておくための制度で、司令官だけの司令部を常設にしておき、船団編成時に適当な参謀と護衛艦艇を他部隊から集めて組み合わせようと言う構想であった。しかし、実際には船団運用や対潜戦術に精通した人材はまったくいなかった。また、建制の実戦兵力や参謀を持たないために、普段から協同作戦に慣れておくことはできず、有機的な戦力発揮が難しい弱点も抱えていた。
竹一船団では、2個の重要師団を運ぶために大型の輸送船9隻が集められ、特に強力な護衛部隊も付けられた。船団指揮官に選ばれた梶岡定道少将は、ウェーク島の戦いなどに参加した経験豊かな提督であった。大海指第363号に基づいて用意された護衛部隊は、特設護衛船団司令部のひとつとして新編成の第6護衛船団司令部と、旗艦となる石炭燃料の旧式急設網艦「白鷹」のほか、駆逐艦3隻程度、海防艦や駆潜艇などの各種小艦艇で構成された。支那方面艦隊も小艦艇（宇治、安宅、栗、第101掃海艇）を派遣した。護衛艦艇は経由地マニラの前後で大幅に入れ替えられることになっており、これは大海指第363号ではマニラ以北が海上護衛総司令部の担当区域、以南は連合艦隊の担当区域と分担されたためであった。

## 航海

### 上海からマニラへ

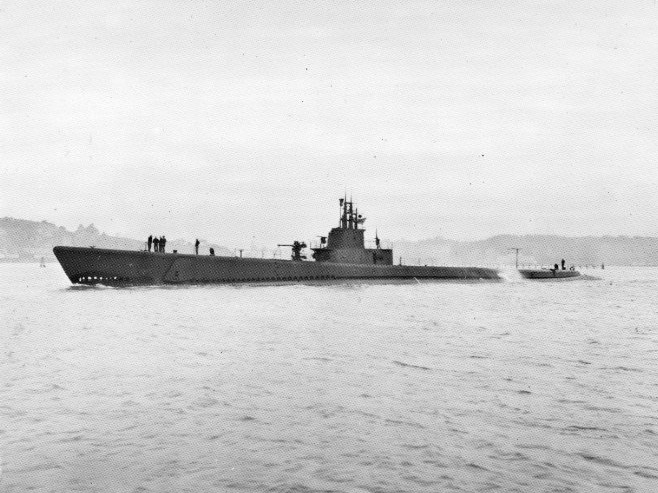
アメリカ潜水艦「ジャック」（1943年12月）

竹一船団は、上海から経由地マニラへ向けて4月21日に出航した（海外資料では4月18日発とする）。このときの編成は輸送船15隻と、護衛の急設網艦「白鷹」、駆逐艦「白露」、「藤波」、「朝風」、海防艦「倉橋」、「20号」、「22号」、その他6隻であった。輸送船は第32師団用に5隻、第35師団用に3隻が割り当てられ、ほかマニラまで同行する船が7隻あった。2個師団以外に海軍の第107・第108防空隊などが乗船している。大本営は、竹一船団は4月27日マニラ着、5月3日ハルマヘラ着、マノクワリ地区への展開は5月7日-10日と予測した。
連合軍のシギント機関は、竹一船団の出航を知らせる暗号無電の解読に成功しており、通信解析により船団の針路が南であることも察知した。シギント情報にもとづき、アメリカ潜水艦「ジャック」が竹一船団へと向かい、4月26日午前、ルソン島北西沖で目標を発見した。艦長のトミー・ダイカー中佐は攻撃位置へ機動を試みたが、日本の潜水艦が現れて回避しなければならず失敗した。数分後、日本の航空機が「ジャック」を発見して攻撃を加えたが、船団は特に進路を変えようとはしなかった。「ジャック」は「白鷹」（石炭焚き）の煙突から出る排煙を目印にして、昼頃には再び船団に接触することができた。日没1時間前に「ジャック」は浮上して攻撃を仕掛けようとしたが、またも日本軍機に攻撃されてしまい潜航せざるをえなかった。
日没後にもう一度浮上攻撃を仕掛けた「ジャック」は、月も沈んだ闇の中で今回は攻撃を成功させた。日本の護衛艦艇の警戒が厳重で船団内部への侵入は困難だったため、「ジャック」は長距離から3斉射、合計19発の魚雷を船が密集しているあたりへ打ち込んだ。その結果、貨物船「第一吉田丸」（山下汽船：5,245総トン）が被雷して轟沈した。同船には第32師団のうち歩兵第210連隊主力など約3,500名が乗船しており、連隊長の小池安正大佐以下2500名以上が戦死。軍旗も海没した。その他の船は4月27日（海外資料では29日）にマニラへと入港した。
なお、アメリカ海軍の資料では、別に1隻の輸送船を損傷させたとしている。

### マニラからハルマヘラまで

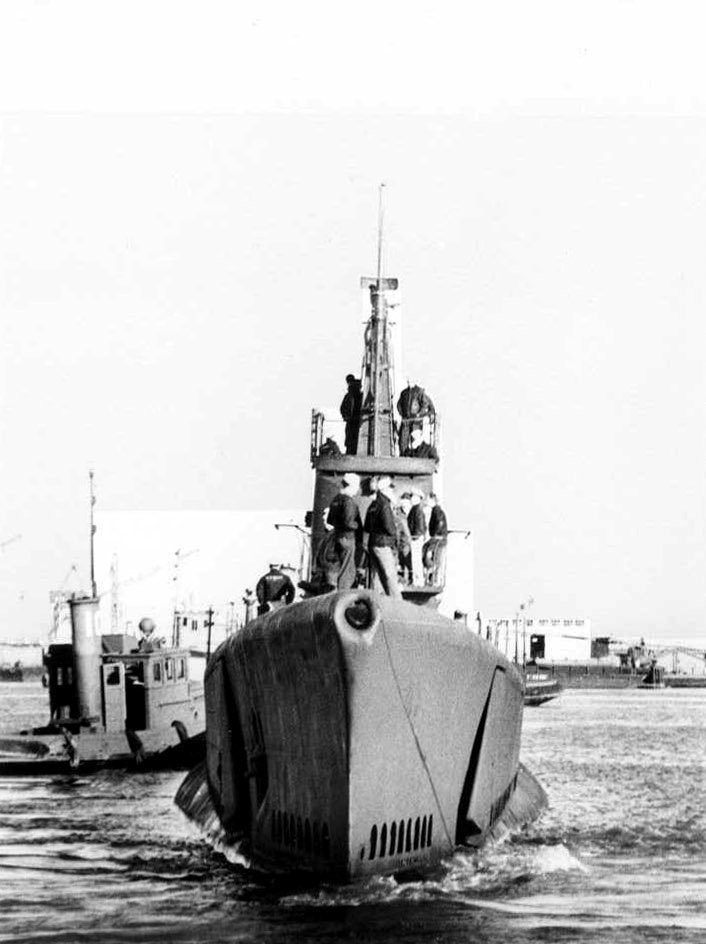
アメリカ潜水艦「ガーナード」（1944年3月）

5月1日、竹一船団はニューギニアへ向けてマニラを出発した。沈没した「第一吉田丸」の代船として「帝海丸」が引き続き参加することになり、輸送船8隻（一部資料では9隻）を、急設網艦「白鷹」（船団旗艦、梶岡少将）と駆逐艦「白露」、「藤波」、「五月雨」、哨戒艇など5隻が護衛していた。「白鷹」乗組員の回想では、敷設艦「蒼鷹」も船団に加わっていたという。船団は、第三南遣艦隊が重要船団用に用意していた、これまで使ったことが無く、したがって待ち伏せのおそれも無いはずの安全と期待された航路をたどった。
日本側の予想に反し、アメリカのシギント機関は再び船団の動向を掴んでいた。5月2日には、分析担当官は船団の規模について、輸送船9隻と護衛艦7隻で、第32師団（12,784名）と第35師団（兵力不明）を輸送中であると推定していた。また日本陸軍の船舶通信を暗号解読した結果、船団の航路や速度、目的地、正午ごとの位置までわかっていた。この「並みはずれたインテリジェンスの成果」は5月2日に担当司令部に届けられ、アメリカ海軍の潜水艦部隊が待ち伏せの配置につけられた。駆逐艦「五月雨」乗組員の回想によれば、「五月雨」は5月4日にホロ水道で合流した。
5月6日、竹一船団は強烈な潜水艦の襲撃に見舞われた。アメリカ潜水艦「ガーナード」は、セレベス海のスラウェシ島（セレベス島）北東端付近の地点で日本船団を待ち伏せていた。艦長のハーブ・アンドリュース中佐は、航空機を警戒して潜航襲撃することにし、4時間かけて射点につくと2隻の船に対して6発ずつの魚雷を発射した。第一斉射では1発だけが目標に命中し、第二斉射は狙った船にはあたらず、ただ1発は別の船に当たった。アンドリュース中佐は艦を回頭させると後部発射管からも魚雷を放ち、3隻目の輸送船を仕留めた。日本駆逐艦の1隻が反撃に向かってきたため、「ガーナード」は攻撃を終えた。その駆逐艦は100発以上の爆雷を投下したが、高速航行したままだったのでソナーを有効に使えておらず、「ガーナード」には損害は無かった。日本側は、陸軍第7飛行師団の九九式双発軽爆撃機1機と九九式軍偵察機3機を飛ばして対潜警戒中だったが、被害を受けるまで「ガーナード」を探知することはできなかった。
2時間後に「ガーナード」が潜望鏡で確認すると、日本側は兵員と物資の救助作業の真っ最中であった。その夜、「ガーナード」は損傷して航行不能になりながらも浮いていた輸送船の1隻を雷撃している。以上の「ガーナード」の攻撃で沈んだのは、被雷した順に貨物船「天津山丸」（三井船舶：6,886総トン、第32師団司令部の一部、歩兵第212連隊本部、合計3400名乗船）、輸送船「亜丁丸」（大洋興業：5,825総トン、第三十五師団各隊約2300名乗船）と「但馬丸」（日本郵船：6,995総トン、第三十五師団歩兵第220連隊〈第2大隊欠〉約2700名）であった。幸い、瞬時に沈没したのは「亜丁丸」だけであったこと、「第一吉田丸」の被害に懲りて小銃や歩兵砲まで事前に筏にくくりつける徹底した対策をしていたことから、沈没3船合計8500名中、約85％が救助された。生存者は護衛艦艇に救助され、「五月雨」に至っては駆逐艦1隻に約2700名の陸兵が乗り込んだという。人的損害は計700名弱で済んだものの、やはり物資の多くは海没してしまった。
大損害を受けた竹一船団は輸送船5隻になり、スラウェシ島北端のバンカ泊地へ一旦退避した。5月8日午前7時、バンカ泊地を出発した。5月9日（「五月雨」乗組員の回想では10日）、ハルマヘラ島のワシレへと入港した。大本営は作戦続行を断念し、兵員と物資はすべてワシレで揚陸された。駆逐艦「藤波」、「白露」、「五月雨」は護衛任務を解かれ、バリクパパンへ向かった。船団は5月13日にワレシを出発、マニラへと引き返した。復路では損害は無く、5月20日にマニラに到着した。5月21日、大海指第382号により護衛部隊は解散した。

## 結果
竹一船団への攻撃は、第32師団と第35師団の戦力を大きく削いだ。第32師団の歩兵は9個大隊が5個大隊に、砲兵は4個大隊が1個大隊半に減った。すなわち、第32師団の戦力は歩兵2個連隊（1個大隊欠）、第35師団は歩兵4個大隊基幹（ただし、3個大隊はパラオやセントアンドレウ諸島配備）になった。第35師団の砲兵は、ほぼ壊滅状態であった。
竹一船団の壊滅は、日本の指導者たちに、もはや西部ニューギニアへの増援は不可能だということを知らしめた。第2方面軍司令官の阿南惟幾大将は、船団の残存船で第35師団を予定通りニューギニアへ輸送するよう要望していたが、大本営はこれを受け入れず、既述のようにハルマヘラまでで輸送は中止された。竹一船団の失敗は、絶対国防圏の修正にもつながった。「第一吉田丸」遭難を知った大本営は、5月2日に絶対国防圏の前縁拠点だったサルミ、及びビアク島を絶対確保の対象から除外し持久戦地区へと格下げした。その後も被害が続出したため、大本営海軍部はマノクワリへの護衛輸送は困難との見解を表明し、5月9日、マノクワリ及びヘルビング湾一帯も持久戦地区へ格下げが決まった。ニューギニア方面での新たな絶対防衛戦はソロンとハルマヘラ島を結ぶ線へと後退することになった。これは、3月の計画に比べて950 km 以上の戦略的撤退であった。阿南第2方面軍司令官はこの決定にも反発し、中央の意向に関わらずヘルビング湾を死守すべき旨の方面軍命令（輝参電第306号）を5月12日に発するなど、大本営や南方軍との深刻な対立を生じた。
6月、竹一船団の行動がなぜ探知されたのかを調査するため、日本海軍の参謀たちがマニラへ派遣された。彼らは「暗号解読はされていない」と信じており、原因は他に求められた。代わりに「原因」として挙げられた事情としては、通信量増加により船団の行動が察知されたこと、マニラ所在の士官の一人が偶発的に情報漏洩してしまったこと、マニラ港湾労働者に潜入したスパイが船団の編制や目的地などを通報していたことなどがある。最終的に、スパイによる通報が原因であると結論付けられてしまい、日本の軍事暗号が変更されることは無かった。
竹一船団後も、増援部隊や軍需物資の輸送のため、ハルマヘラ島までの竹輸送は続けられた。竹二船団（別名：H25船団。輸送船8隻・護衛艦3隻）は5月15日にハルマヘラ島ワシレ着、竹四船団（別名：H27船団。輸送船9隻・護衛艦5隻）は6月5日にワシレ着、竹五船団（別名：H28船団。第10派遣隊乗船）は6月13日にハルマヘラ島ガレラを経由してワシレ着と、損害無く到着できた例が多い。しかし、5月19日にセブ島を発した竹三船団（別名：H26船団。輸送船9隻・護衛艦4隻）は、5月22日と23日にアメリカ潜水艦「レイ」、「セロ」の攻撃を受け、「天平丸」など輸送船2隻が沈没し1隻が損傷している。
竹一船団で運ばれた第32師団と第35師団は、その後にアメリカ陸軍と交戦することになった。第35師団は、5月にハルマヘラからソロンへと海軍艦艇で進出した。同師団のうちパラオを経由した別動の1個連隊も4月にニューギニアへと無事に到着できている。第35師団は、ビアク島の戦いとサンサポールの戦いに隷下部隊が参加したが敗れ、主力はフォーヘルコップ半島（現ドベライ半島）を守備して敵中に孤立したまま終戦を迎えた。第32師団のほうは、そのままハルマヘラ島の駐留部隊となった。隣島のモロタイ島にアメリカ軍が上陸すると、1944年（昭和19年）9月から10月にかけて多くの部隊を逆上陸させて反撃を試みたが、大損害を被る結果に終わった（モロタイ島の戦い）。
1944年の5月末から6月には再びのニューギニア方面への輸送作戦である渾作戦が行われたが、全て失敗した。

## 船団の編制

### 上海・マニラ間
- 輸送船[48]
  - 第32師団用 - 和浦丸、御月丸、伯剌西爾丸、天津山丸、第一吉田丸
  - 第35師団用 - 但馬丸、亜丁丸、陽山丸
  - その他 - 満洲丸、福洋丸、帝海丸、河南丸、雲海丸、帝香丸ほか1隻[注釈 3]
- 護衛艦艇[48]
  - 急設網艦白鷹（旗艦） - 第6護衛船団司令官：梶岡定道少将、臨時参謀：今里義光大佐（本務は軍令部第12課）[6]
  - 駆逐艦 - 朝風、白露、藤波、栗（4月22日以降）
  - 海防艦 - 倉橋、第20号海防艦、第22号海防艦
  - 砲艦 - 安宅（4月22日まで）、宇治（4月23日まで）
  - その他 - 第22号掃海艇、第101号掃海艇（4月23日以降）、第37号駆潜艇、第38号駆潜艇、特設駆潜艇「第七玉丸」

### マニラ・ハルマヘラ間
- 輸送船[注釈 4]
  - 第32師団用 - 和浦丸、御月丸、伯剌西爾丸、天津山丸、帝海丸
  - 第35師団用 - 但馬丸、亜丁丸、陽山丸
- 護衛艦艇[49][57][注釈 4]
  - 急設網艦白鷹（旗艦） - 第6護衛船団司令官：梶岡定道少将、臨時参謀：今里義光大佐（本務は軍令部第12課）
  - 駆逐艦 - 白露、藤波、五月雨（途中合流）[60]
  - その他 - 第102号哨戒艇、第104号哨戒艇、第38号駆潜艇、特設捕獲網艇興嶺丸